# 2012年夏季殘疾人奧林匹克運動會馬術個人自選動作IV級
2012年夏季殘疾人奧林匹克運動會的馬術個人自選動作IV級會於9月4日在倫敦格林威治公園舉行。IV級的選手有部份視力障礙、單肢或雙肢運動障礙，能完成漫步、快步和伸長跑步。

## 賽程
所有時間為英國夏令時間 (UTC+1) 
| 日期   | 時間  | 階段 |
| ------ | ----- | ---- |
| 9月4日 | 09:00 | 決賽 |

## 比賽規則
個人賽是以兩次表演的分數總和來決定排名及獎牌。

## 比賽成績
| 排名 | 選手                          | 總分數 | 備注 |
| ---- | ----------------------------- | ------ | ---- |
| 金牌 | 米歇爾·喬治（比利时）         | 82.100 |      |
| 銀牌 | 蘇菲亞·韋斯（英国）           | 81.150 |      |
| 銅牌 | 弗蘭克·荷斯瑪（荷兰）         | 78.600 |      |
| 4    | 乃·約根森（丹麦）             | 76.800 |      |
| 5    | 絲卡·韋爾默朗（比利时）       | 75.000 |      |
| 6    | 詹姆斯·德懷爾（爱尔兰）       | 74.400 |      |
| 7    | 娜塔莉·比才（法国）           | 73.500 |      |
| 8    | 莉娜·韋芬（德国）             | 72.100 |      |
| 9    | 尤力克·特基妮斯（比利时）     | 69.550 |      |
| 10   | 埃萊奧諾雷·尼爾史東（加拿大） | 68.750 |      |
| 11   | 漢娜·多德（）                 | 67.700 |      |
| 12   | 菲莉帕·約翰遜（南非）         | 67.200 |      |
| 13   | 瑪麗安·穆里（挪威）           | 67.000 |      |
| 14   | 李·弗勞利（）                 | 63.750 |      |

## 外部連結
- 2012年殘奧會馬術比賽時間表（英文）
- 比賽詳情（英文）
- 比賽結局（英文）